# Эк, Карин
Карин Вальборг Эк, урождённая Линдблад (швед. Karin Valborg Ek; 17 июня 1885, Стокгольм — 1 октября 1926, Гётеборг) — шведская поэтесса и писательница.

## Биография и творчество
Карин Линдблад родилась в 1885 году в Стокгольме. Её родителями были Андерс Линблад, врач, и его жена Флоренс Фэриш, родом из Англии. Карин закончила педагогическую школу Анны Сандстрём (Anna Sandströms högre lärarinneseminarium) в Стокгольме, где вместе с нею учились Харриет Лёвенхьельм, Хонорина Хермелин и Эльса Бьёркман-Гольдшмидт.
В 1904 году Карин опубликовала свой первый стихотворный сборник, «Dikter». В 1907 году она получила право преподавать и устроилась учительницей шведского, истории и Закона Божия в школе для девочек в Карлсхамне. В 1909 году она вышла замуж за Сверкера Эка, историка литературы. Супруги поселились в Гётеборге; впоследствии у них родились пятеро детей. Однако Карин тосковала по родному городу, и в 1915 году написала сборник лирической прозы «Fredmansgestalten», своего рода оммаж Стокгольму.
В 1918 году вышел единственный роман Карин Эк, «Gränsen», повествующий о юной Агнес, которая мечтает о любви и одновременно страшится её. Как и в поэтических произведениях Карин Эк, в её прозе тесно переплетаются темы любви и природы. Кроме того, роман насыщен цитатами из литературных произведений разных стран и эпох, что свидетельствует о широкой эрудиции писательницы.
Помимо поэзии и прозы, Карин Эк писала эссе, а также составила антологию шведской поэзии, вышедшую в 1921 году в издательстве Альберта Бонье. Антология, озаглавленная «Ur Svenska Dikten», была издана в трёх томах, насчитывавших около тысячи страниц. Стихотворения в ней Карин Эк организовала не по хронологическому, а по тематическому принципу, что впоследствии отметили критики: такой подход дал читателям возможность проследить, как менялись интерпретации одной и той же темы на протяжении веков.
С раннего возраста Карин страдала от рака, от которого в 1904 году умерла её мать. В 1925 году она опубликовала свой последний сборник стихотворений, «Död och Liv», посвящённый её борьбе с болезнью. После нескольких лет лечения в Стокгольме Карин Эк умерла в 1926 году, в возрасте 41 года.